# IMSAI 8080

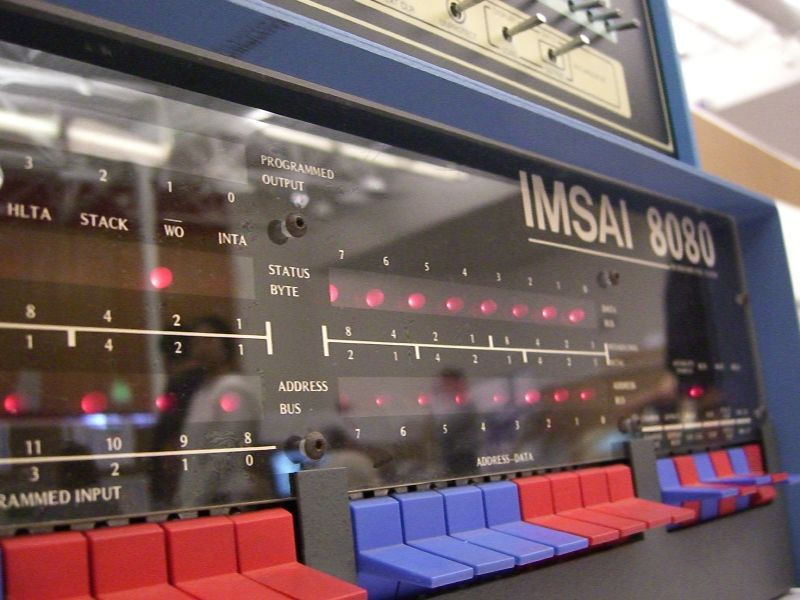
Primo piano del pannello frontale

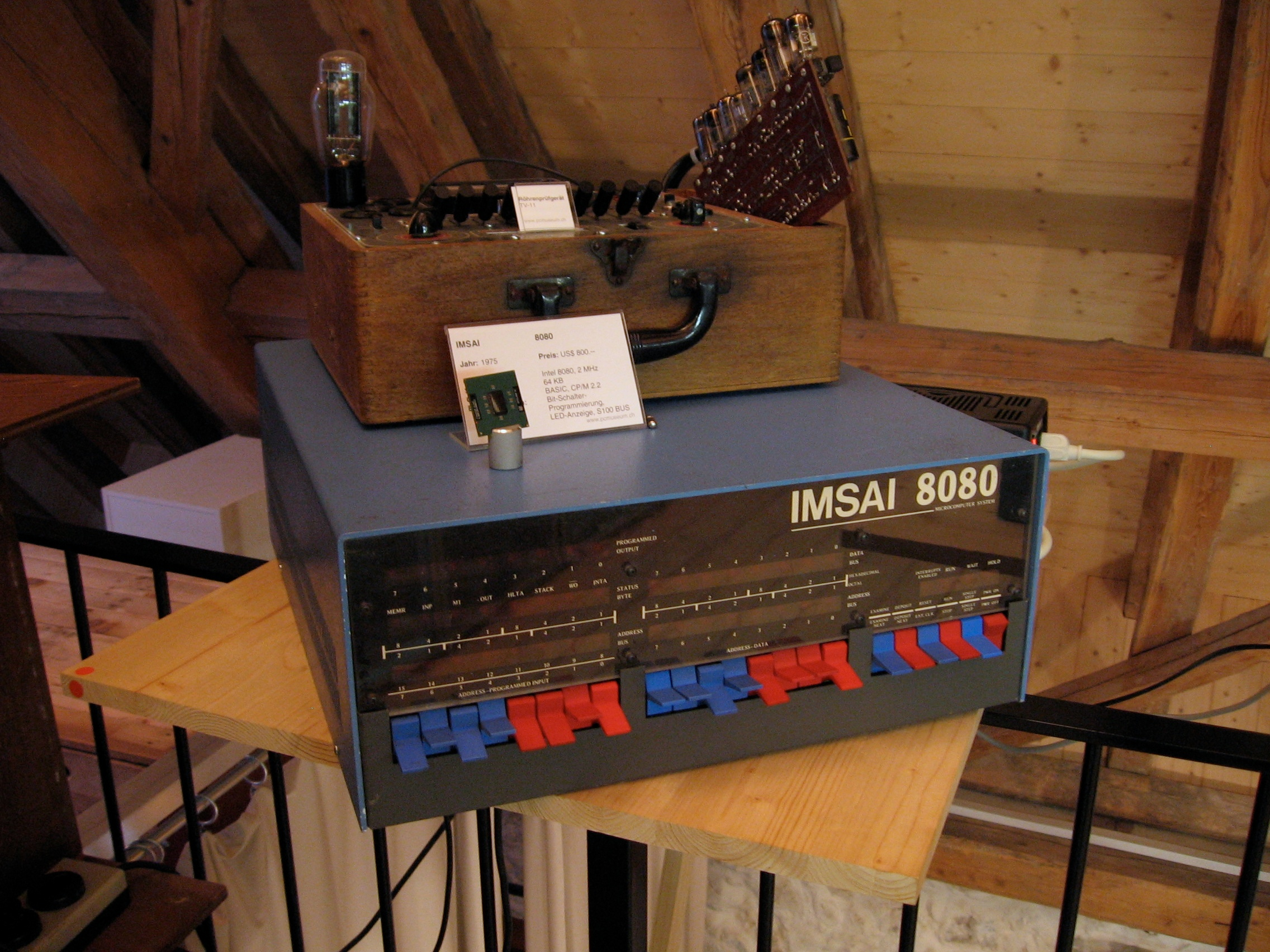
IMSAI 8080

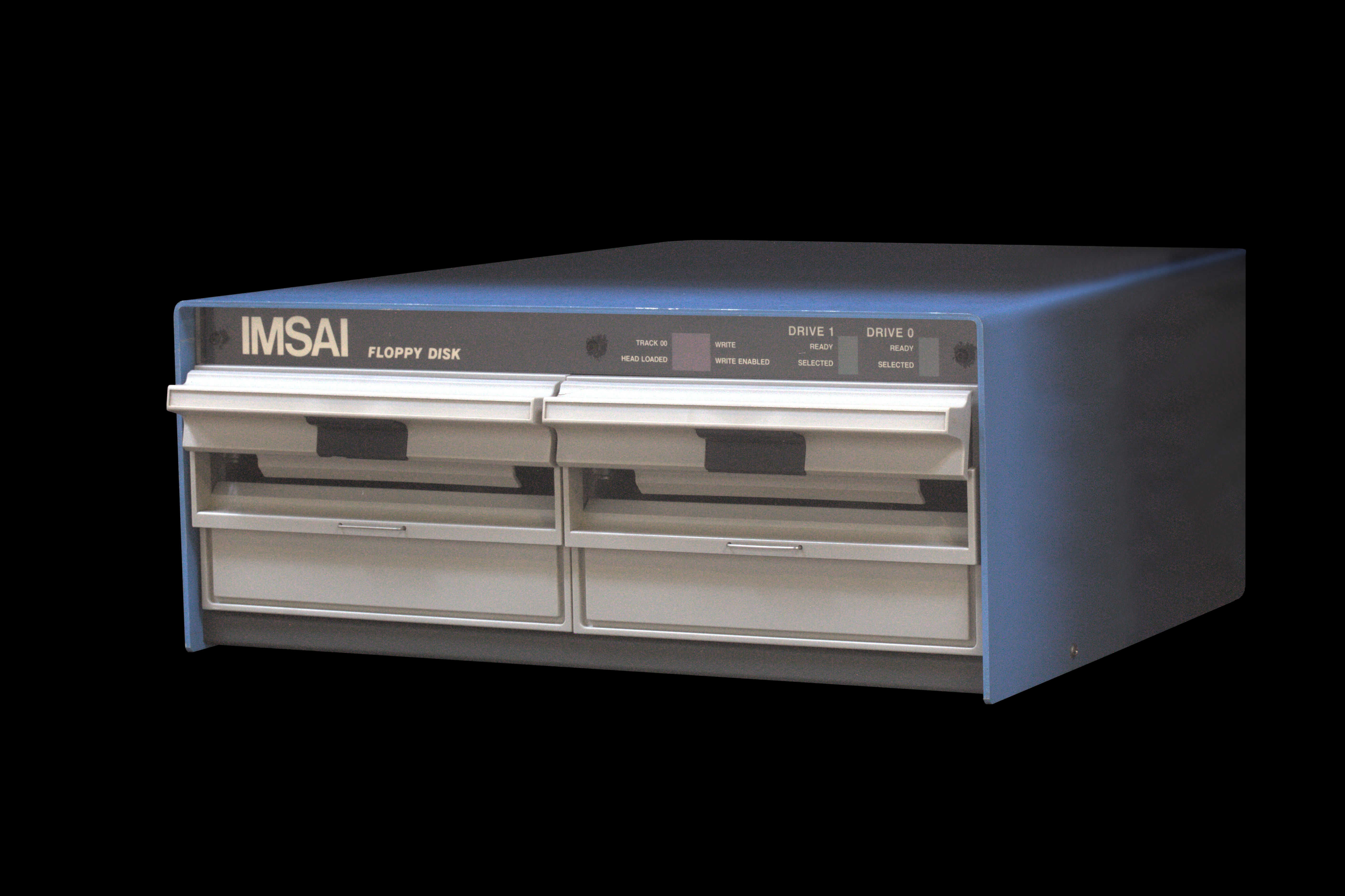
Unità floppy

L'IMSAI 8080 è un microcomputer commercializzato da IMS Associates, Inc. (successivamente ridenominata in IMSAI Manufacturing Corp.) dal 1975 al 1978. L'IMSAI 8080 era molto simile al famoso MITS Altair 8800, tanto che in molti lo considerano il primo computer clone. Rispetto al suo diretto concorrente riscosse però maggior successo grazie alla migliore cura realizzativa.

## Storia
Nel 1972 William Millard fondò una società denominata IMS Associates (IMS) che operava nel mercato dei computer. Nel 1973 Millard la trasformò in IMS Associates, Inc.
Nel 1974 ad IMS fu commissionata una workstation per conto della General Motors. Durante lo sviluppo del sistema, Millard ed il suo capo ingegnere Joe Killian arrivarono al punto di dover scegliere il microprocessore da utilizzare. Essi avevano fino ad allora lavorato con l'Intel 4004 ma erano rimasti affascinati dalle potenzialità dall'appena presentato Intel 8080 per cui decisero di scegliere questo processore. Per facilitare lo sviluppo della propria macchina decisero di adottare il bus S-100 che MITS aveva inventato per il suo Altair 8800, un microcomputer messo in commercio all'inizio del 1975 basato anch'esso sull'Intel 8080. Il risultato delle fatiche di Millard e Killian fu l'IMSAI 8080, che sul numero di ottobre del 1975 della rivista Popular Electronics (la stessa che aveva presentato l'Altair 8800 all'inizio dello stesso anno) era pubblicizzato, con 1 kB di RAM, a 439 $ in kit da montare o 621 $ già assemblato.
IMS spedì i primi IMSAI 8080 in kit il 16 dicembre 1975 ed il giorno seguente i primi modelli già assemblati. Nel 1976 IMS fu ridenominata IMSAI Manufacturing Corporation perché essa non era più una società di sola consulenza ma produceva anche computer.
Nel 1977 il direttore commerciale della società, Seymour I. Rubinstein, pagò a Gary Kildall di Digital Research la somma di 25000 $ per i diritti del sistema operativo CP/M 1.3, che fu in seguito riveduto ed ampliato divenendo un nuovo sistema detto IMDOS.
Alla fine del 1979 la società dichiarò il fallimento ed il marchio "IMSAI" fu acquistato da Thomas "Todd" Fischer e Nancy Freitas (ex-dipendenti di IMS Associates), che hanno continuato a produrre computer con il marchio IMSAI come divisione della Fischer-Freitas Co. fino al primo decennio del XXI secolo.

## IMSAI Series Two
L'IMSAI Series Two è un personal computer moderno alloggiato all'interno del contenitore dell'IMSAI 8080 originale, con il pannello frontale con i LED e gli interruttori del modello degli anni settanta. È stato distribuito fino al 2005, con il sistema operativo CP/M 3.0, un lettore CD-ROM ed un disco rigido.

## Caratteristiche tecniche
- CPU: Intel 8080A a 2 MHz, successivamente sostituita dall'Intel 8085 a 3 MHz
- RAM: da 256 byte a 64 kB, a seconda del modello ordinato
- ROM: nessuna; opzionalmente potevano essere aggiunte schede con memorie PROM
- Supporti di memorizzazione (opzionali): lettore di cassette, lettore di floppy disk (5"¼ o 8")
- Bus: S-100
- Porte di espansione: 22
- Video: risoluzione dipendente dalla scheda video installata
- Case: contenitore in alluminio colorato di blu con pannello frontale contenente LED e interruttori

Come l'Altair 8800, l'IMSAI 8080 si programmava inserendo il programma in memoria mediante gli interruttori presenti sul pannello frontale, che conteneva anche i LED utilizzati per visualizzare all'utente i risultati dell'elaborazione dei dati inseriti. Grazie al bus S-100 le funzionalità del computer potevano essere espanse aggiungendo schede elettroniche specifiche, come ad esempio schede di memoria, schede ROM contenenti programmi scritti su memorie non volatili, schede di interfaccia per accedere a memorie di massa quali lettori di cassette o floppy disk.
Il processore era l'Intel 8080A con frequenza di 2 MHz. Successivamente fu sostituito dall'Intel 8085, compatibile a livello di codice con il precedente ma che richiedeva solo l'alimentazione a 5 V contro la doppia alimentazione a 5 e 12 V richiesta dall'8080.
A livello di software, l'IMSAI 8080 venne inizialmente distribuito con il sistema operativo CP/M ma si potevano utilizzare tutti i sistemi operativi scritti per l'Intel 8080 come l'NS-DOS di North Star Computers. Successivamente IMSAI offrì anche un proprio sistema operativo denominato IMDOS, derivato dal CP/M. Erano disponibili anche diversi interpreti quali quello per il BASIC e per il FORTRAN.

## Nella cultura di massa
Un IMSAI 8080 e un modem acustico sono gli strumenti usati dal giovane hacker David J. Lightman protagonista del film WarGames del 1983.